# Joachim Raeder
Joachim Raeder (* 22. November 1951 in Berlin) ist ein deutscher Klassischer Archäologe.
Nach dem Studium der Klassischen Archäologie wurde er 1979 an der Freien Universität Berlin mit der Dissertation Die statuarische Ausstattung der Villa Hadriana bei Tivoli promoviert. Er erhielt für das Jahr 1980/81 das Reisestipendium des Deutschen Archäologischen Instituts. 1981 bis 1983 war er an der Antikensammlung Berlin tätig und verwirklichte dort die Ausstellung Priene – Funde aus einer griechischen Stadt. 1983 bis 1985 leitete er das Münzkabinett des Kestner-Museums in Hannover und publizierte dort die byzantinischen Münzen der Sammlung. Seit 1985 war er am Archäologischen Institut und als Kustos der Antikensammlung in der Kunsthalle zu Kiel der Universität tätig. Im Dezember 2017 trat er in den Ruhestand. Nachfolger wurde Manuel Flecker.
Seine Forschungsschwerpunkte sind die griechische und römische Bildhauerkunst und die Antikenrezeption in England im 18. und 19. Jahrhundert.

## Schriften (Auswahl)
- Die statuarische Ausstattung der Villa Hadriana bei Tivoli. Peter Lang, Frankfurt 1983, ISBN 3-8204-7578-8.
- Priene – Funde aus einer griechischen Stadt. Staatliche Museen, Berlin 1983, ISSN 0522-9790.
- Die byzantinischen Münzen im Kestner-Museum Hannover. Kestner-Museum, Hannover 1987, ISBN 3-924029-08-3.
- Antikensammlung in der Kunsthalle zu Kiel. Magazinpresse, München, 1987, ISSN 0341-8634.
- Die antiken Skulpturen in Petworth House. Zabern-Verlag, Mainz 2000, ISBN 3-8053-2448-0.
- Der Triumph der Aphrodite. Antikensammlung-Kunsthalle zu Kiel, 2006.